# Brembate
Brembate is een gemeente in de Italiaanse provincie Bergamo (regio Lombardije) en telt 7604 inwoners (31-12-2004). De oppervlakte bedraagt 5,5 km², de bevolkingsdichtheid is 1436 inwoners per km².
De volgende frazioni maken deel uit van de gemeente: Grignano.

## Demografie
Brembate telt ongeveer 3022 huishoudens. Het aantal inwoners steeg in de periode 1991-2001 met 15,1% volgens cijfers uit de tienjaarlijkse volkstellingen van ISTAT.
| Jaar | Inwoneraantal |
| ---- | ------------- |
| 1991 | 6240          |
| 2001 | 7180          |
| 2004 | 7604          |

## Geografie
De gemeente ligt op ongeveer 173 m boven zeeniveau.
Brembate grenst aan de volgende gemeenten: Boltiere, Canonica d'Adda, Capriate San Gervasio, Filago, Osio Sotto, Pontirolo Nuovo.

## Externe link

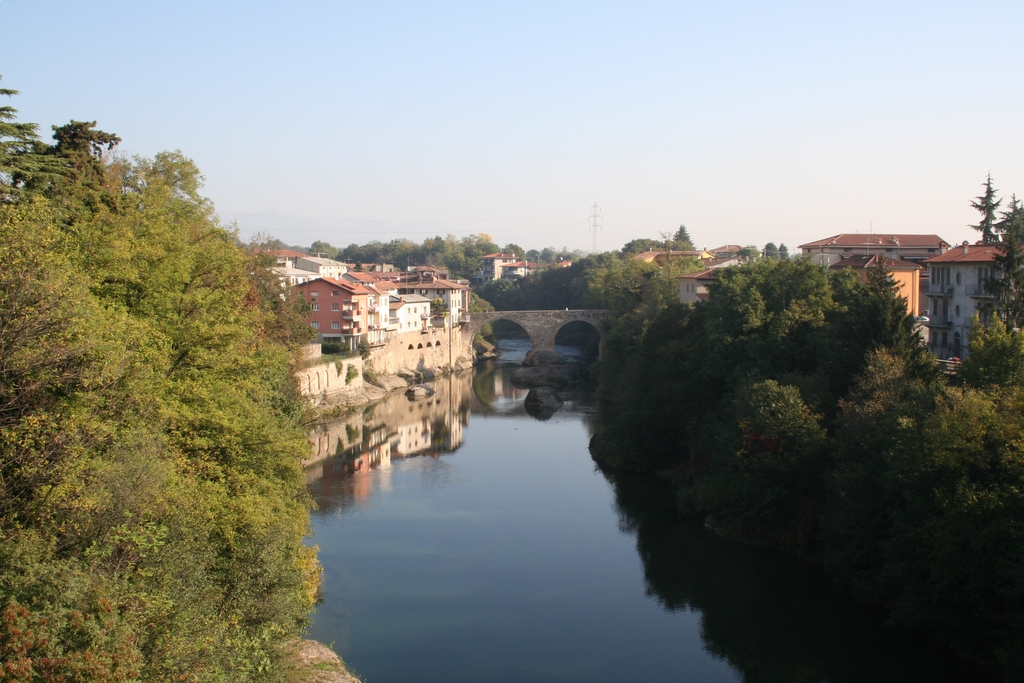
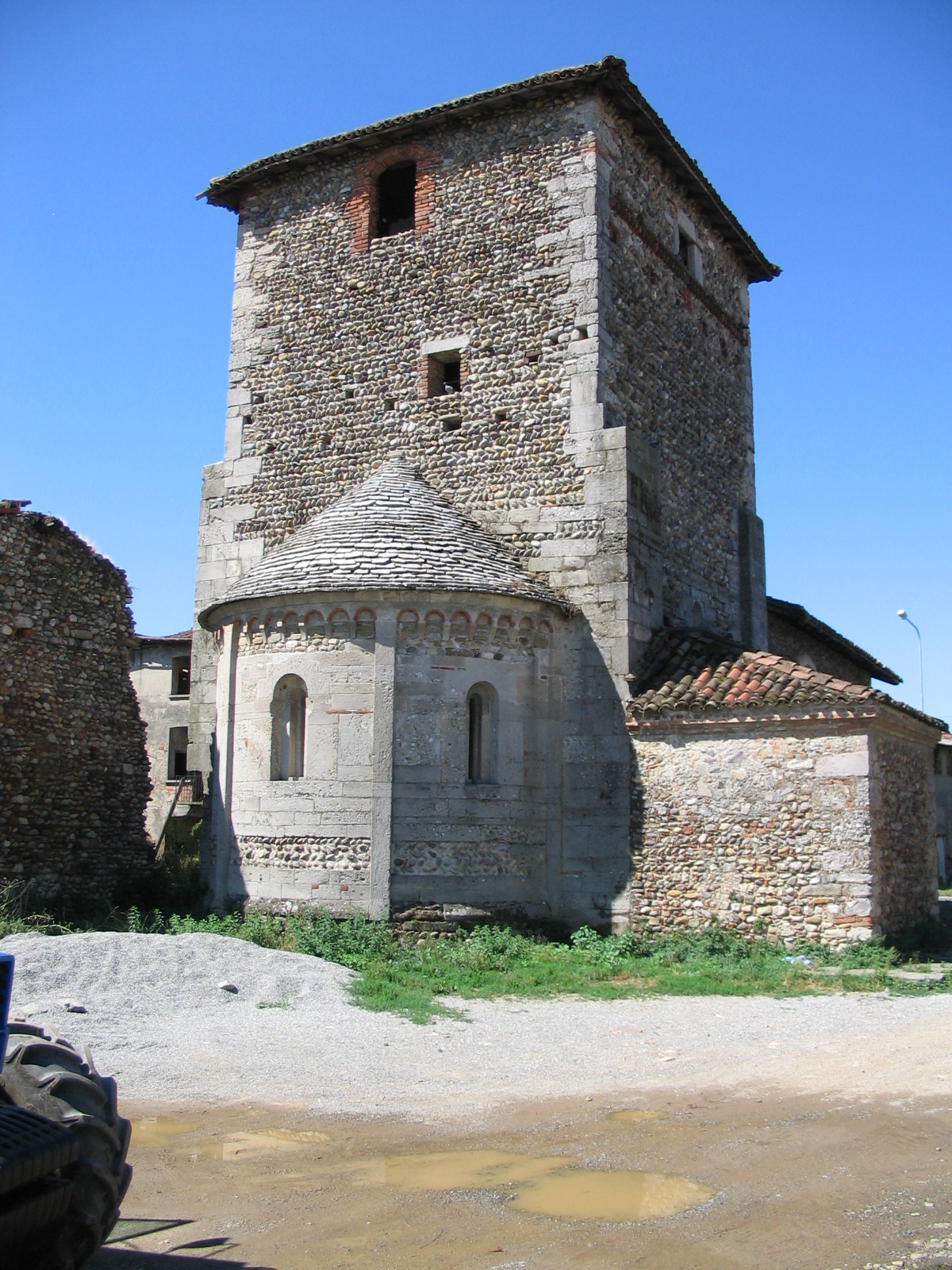
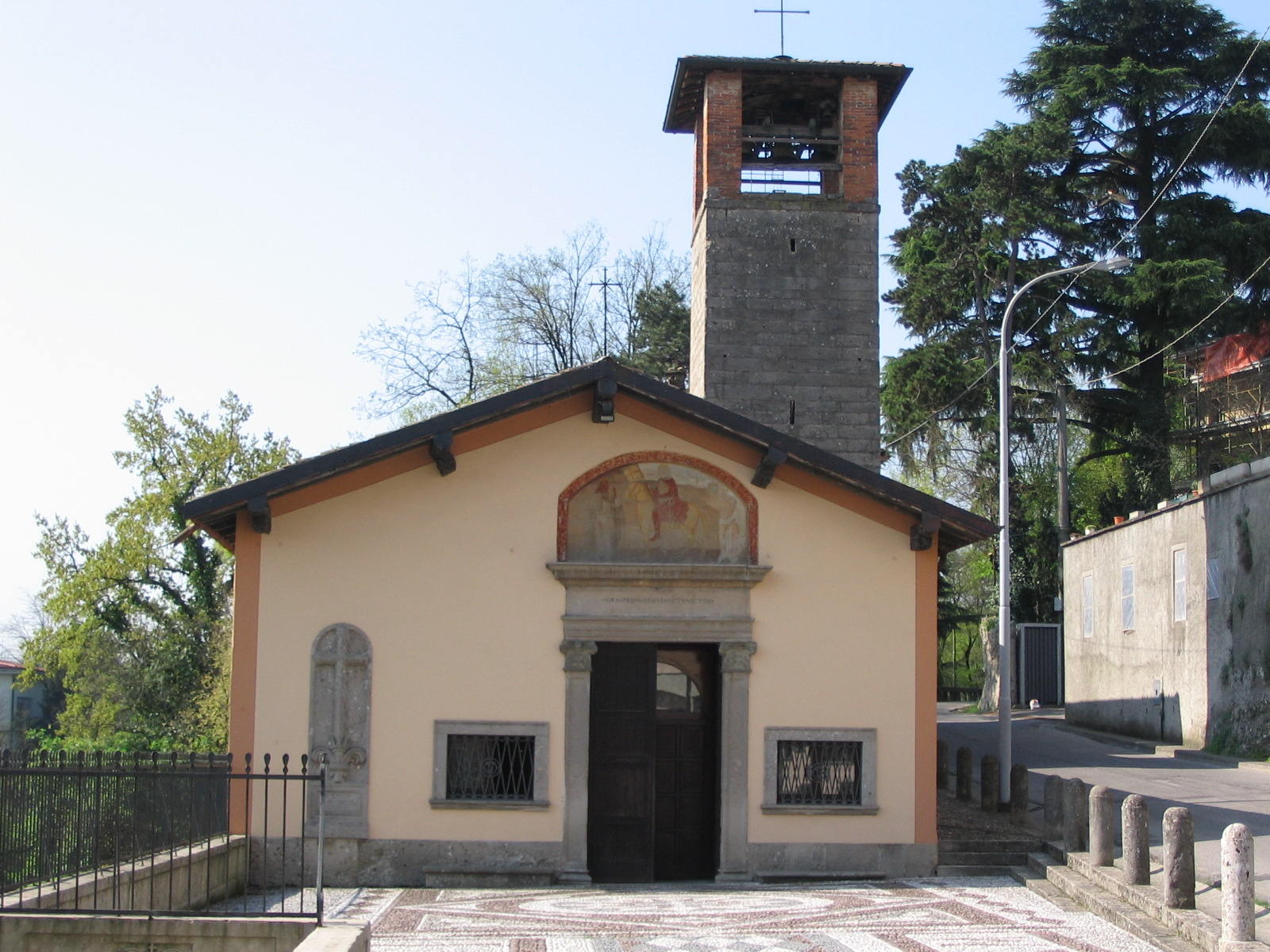